# Асеведо Диас, Эдуардо
Эдуа́рдо Асеве́до Ди́ас (Eduardo Acevedo Díaz; 20 апреля 1851, Монтевидео — 18 июня 1921 или 1924, Буэнос-Айрес) — уругвайский писатель-реалист, журналист и политик. Считается основателем уругвайского исторического романа.
С 1866 по 1868 год учился на бакалавра в Большом Республиканском университете, в 1869 году поступил на юридический факультет, 19 февраля того же года опубликовал свою первую получившую достаточно большую известность статью, посвящённую его деду, известному генералу, умершему за шесть дней до публикации. В конце 1870 года покинул университет и присоединился к революционному движению Тимотео Апарисио, который выступал против захватившей власть партии «Колорадо» и президента Лоренсо Батлье. Свои первые рассказы написал в 1872 году во время революции Ланзаса; эти произведения носили явный антикатолический характер.
После поражения революции в июле 1872 года начал кампанию по милитаризации Национальной партии. В 1873—1875 годах активно выступал в своих газетных статьях против правительства, в 1875 году основал журнал La Revista Uruguaya. Всё это привело к преследованиям со стороны правительства, что вынудило Диаса эмигрировать в Аргентину, где он продолжил журналистскую деятельность, жил в Ла-Плате и Долоресе. Позже сумел вернуться в Уругвай, но сразу же начал критиковать режим президента Лоренсо Латторе и был вынужден на некоторое время вновь бежать в Буэнос-Айрес. Вернувшись в Монтевидео, он основал издание El Nacional. Позже он стал сенатором от Национальной партии и принял участие во втором восстании националистов под руководством Апарисио Саравиа в 1897 году. В 1898 году он стал членом государственного совета, но вскоре разошёлся в политических взглядах с Саравиа и решил поддержать Хосе Батлье, в итоге дистанцировавшись от Национальной партии. Батлье назначил его на дипломатическую службу, и с 1904 по 1914 год он служил в различных странах Европы и Америки. В Уругвай он больше не вернулся и умер в Буэнос-Айресе в 1921 году, завещав не хоронить его на родине.